# 拉斐尔·卡尼萨雷斯
拉斐尔·卡尼萨雷斯（西班牙語：Rafael Cañizares，1950年3月24日—），古巴男子篮球运动员。他曾代表古巴参加1968年、1972年和1976年夏季奥林匹克运动会篮球比赛，其中1972年奥运会获得一枚铜牌。